# Sophie Villeneuve
Pour les articles homonymes, voir Villeneuve.
Sophie Villeneuve née le 6 novembre 1969 à Mulhouse, Haut-Rhin est une ancienne fondeuse et cycliste française.

## Biographie
Sophie Villeneuve a pratiqué le ski de fond et le VTT de haut niveau,, elle est la première athlète française à avoir participé aussi bien aux Jeux olympiques d'hiver qu’aux Jeux olympiques d'été, en ski de fond elle atteint la cinquième place avec le relais 4×5 kilomètres aux Jeux d’Albertville de 1992 et participe aux deux éditions suivantes, celle de Lillehammer en 1994 et celle de Nagano en 1998. Sur le circuit de la coupe du monde, son meilleur résultat est une quatrième place sur un sprint lors de la saison 1997-1998 à Milan,, en VTT elle est sélectionnée pour les Jeux de Sydney de 2000 où elle se classe en 23e position.

## Palmarès

### Palmarès en ski de fond

#### Jeux olympiques
Sophie Villeneuve participe à trois éditions des Jeux olympiques d'hiver, en 1992, 1994 et 1998. Son meilleur résultat dans une course individuelle est une neuvième place lors du quinze kilomètres des Jeux de Lillehammer en 1994. Avec le relais quatre fois cinq kilomètres, son meilleur résultat est une cinquième place lors des Jeux Albertville en 1992.
| Édition / Épreuve | 5 km | Poursuite | 15 km | 30 km | 4 × 5 km |
| ----------------- | ---- | --------- | ----- | ----- | -------- |
| Albertville 1992  | 49e  | 31e       | —     | 18e   | 5e       |
| Lillehammer 1994  | 23e  | 10e       | 9e    | —     | 11e      |
| Nagano 1998       | 32e  | 27e       | —     | 17e   | 11e      |

Légende :
- — :  épreuve non disputée par la fondeuse
- cellule vide : résultat inconnu

#### Championnats du monde
| Édition / Épreuve | 5 km | Poursuite | 15 km | 30 km | 4 × 5 km |
| ----------------- | ---- | --------- | ----- | ----- | -------- |
| Falun 1993        | 38e  | 20e       | —     | 22e   | 9e       |
| Thunder Bay 1995  | 31e  | 18e       | —     | 16e   |          |
| Trondheim 1997    | 50e  | 20e       | 9e    | 35e   | 7e       |
| Ramsau 1999       | 10e  | 10e       | 19e   | 21e   | 9e       |

Légende :
- — : épreuve non disputée par la fondeuse
- cellule vide : résultat inconnu

#### Coupe du monde
Le meilleur résultat de Sophie Villeneuve au classement général de la coupe du monde de ski de fond est une quatorzième place lors de la saison 1997-1998.
Elle dispute 72 courses individuelle en coupe du monde depuis son premier départ en 12 février 1991 à Val di Fiemme en Italie. Elle n'obtient aucun podium.
| Saison / Épreuve | Saison / Épreuve | Général | Général | Distances | Distances | Sprint | Sprint |
| ---------------- | ---------------- | ------- | ------- | --------- | --------- | ------ | ------ |
| Saison / Épreuve | Saison / Épreuve | Class.  | Points  | Class.    | Points    | Class. | Points |
| 1991-1992        | 1991-1992        | 46e     | 1       |           |           |        |        |
| 1992-1993        | 1992-1993        | 29e     | 84      |           |           |        |        |
| 1993-1994        | 1993-1994        | 21e     | 135     |           |           |        |        |
| 1994-1995        | 1994-1995        | 36e     | 55      |           |           |        |        |
| 1995-1996        | 1995-1996        | 18e     | 184     |           |           |        |        |
| 1996-1997        | 1996-1997        | 15e     | 201     | 14e       | 112       | 18e    | 49     |
| 1997-1998        | 1997-1998        | 14e     | 206     | 12e       | 161       | 17e    | 54     |
| 1998-1999        | 1998-1999        | 18e     | 187     | 22e       | 108       | 23e    | 49     |

### Palmarès en VTT

#### Championnats de France
- 1997
  - 3e du championnat de France de cross-country
- 1998
  - 2e du championnat de France de cross-country
- 1999
  - 2e du championnat de France de cross-country
- 2000
  - 2e du championnat de France de cross-country